# Gruppo di NGC 80
Il Gruppo di NGC 80 comprende numerose galassie situate nella costellazione di Andromeda. La distanza media di questo gruppo di galassie e la nostra Via Lattea è di circa 79,8 megaparsec.

## Membri
La tabella sottostante indica i 10 membri indicati nello studio di Marina A. Startseva et al., oltre alla galassia NGC 79 inclusa nel gruppo da altri studi.
Secondo il database NASA/IPAC, NGC 90 e NGC 93 formano una coppia di galassie interagenti e, data la loro distanza dalla nostra galassia, potrebbero anch'esse far parte del gruppo di NGC 80. Altri autori includono anche IC 1546 (classificata anche come NGC 85B) nel medesimo gruppo.
| Nome          | Classificazione | Tipo               | Ascensione retta (J2000.0) | Declinazione (J2000.0) | Velocità radiale (km/s) | Magnitudine apparente | Distanza (Mpc) | Dimensioni (kal) |
| ------------- | --------------- | ------------------ | -------------------------- | ---------------------- | ----------------------- | --------------------- | -------------- | ---------------- |
| NGC 80        | SA0-            | Lenticolare        | 00h 21m 10.8s              | 22° 21′ 26″            | 5698 ± 22               | 12,1                  | 78,2 ± 5,5     | 190              |
| NGC 81        | S0?             | Lenticolare        | 00h 21m 13.2s              | 22° 22′ 58″            | 6130 ± 21               | 15,7                  | 85,4 ± 6,0     | 86               |
| NGC 85        | S0              | Lenticolare        | 00h 21m 25.5s              | 22° 30′ 42″            | 6204 ± 24               | 14,8                  | 86,5 ± 6,1     | 24               |
| NGC 86        | S0/a?           | Lenticolare        | 00h 21m 28.6s              | 22° 33′ 23″            | 5591 ± 23               | 14,8                  | 77,4 ± 5,4     | 46               |
| NGC 93        | S?              | Spirale            | 00h 22m 03.2s              | 22° 24′ 29″            | 5380 ± 10               | 13,2                  | 74,3 ± 5,2     | 113              |
| IC 1541       | S               | Spirale            | 00h 20m 01.9s              | 21° 59′ 59″            | 5926 ± 25               | 14,5                  | 83,3 ± 5,9     | 87               |
| IC 1548       | S0              | Lenticolare        | 00h 21m 55.1s              | 22° 00′ 23″            | 5746 ± 21               | 14,7                  | 79,7 ± 5,6     | 91               |
| MGC 4-2-10    | S               | Spirale            | 00h 21m 33.5s              | 22° 35′ 31″            | 6630 ± 22               | 17                    | 91,7 ± 6,4     | 73               |
| CGCG 479-014B | Sc              | Spirale            | 00h 21m 47.7s              | 22° 01′ 35″            | 5850 ± 16               | ?                     | 81,1 ± 5,7     | 71               |
| UCM 0018+2216 | Sb              | Spirale            | 00h 21m 33.3s              | 22° 32′ 31″            | 5066 ± 99               | 15,82                 | 69,7± 5,1      | 39               |
| NGC 79        | E               | Ellittica          | 00h 21m 02.8s              | 22° 34′ 00″            | 5485 ± 24               | 14,0                  | 75,9 ± 5,3     | 24               |
| NGC 90        | SAB(s)c pec     | Spirale intermedia | 00h 21m 51.4s              | 22° 24′ 00″            | 5353 ± 7                | 13,7                  | 73,9 ± 5,2     | 233              |
| IC 1546       | S?              | Spirale            | 00h 21m 29.0s              | 22° 30′ 21″            | 5820 ± 4                | 14,7                  | 80,8 ± 5,7     | 71               |

Il sito DeepskyLog permette di trovare agevolmente le galassie indicate in base al nome. Un altro sito utile è Finding the constellation which contains given sky coordinates che permette di trovare le galassie in base alle coordinate. I dati indicati provengono in prevalenza dal sito NASA/IPAC Extragalactic Database.